# Glasvezelbehang
Glasvezelbehang (ook wel fleezdoek, kaarsdoek of glasvliesbehang genoemd) is behang dat gemaakt is van glasvezels. Glasvezelbehang is ook wel bekend onder de naam 'Tasso', genoemd naar de gelijknamige Zweedse firma die in 1993 in opdracht van D+F Coatings een compleet assortiment glasweefsels had ontwikkeld.
De vezels zijn op een bepaalde manier geweven en geperst, zodat er bepaalde patronen te zien zijn (bijvoorbeeld blokje- of visgraatmotief). Meestal is het op de rol verkrijgbaar met een breedte van 1 meter. Het wordt geplakt op wanden en plafonds. Op plafonds wordt het meestal geplakt om scheuren weg te werken, meestal is dit een gladde en flinterdunne versie.

## Gebruik
Het aanbrengen gebeurt door de banen op lengte te snijden, met (bij voorkeur) een afbreekmesje. Vervolgens wordt de muur ingesmeerd/ gerold met speciale lijm. De baan wordt recht op de muur en in de lijm gedrukt. Het teveel aan lijm wordt gladgestreken en/of er onder vandaan gestreken met een plastic spaan. Overtollig doek (aan de bovenkant en onderkant) wordt redelijk gemakkelijk weggesneden. Naden en hoeken worden meestal afgekit met acrylaatkit. Zie ook behangen voor meer informatie over deze techniek.
Na droging van de geplakte banen, moet het geheel ten minste twee keer behandeld worden met (muur)verf.
Er bestaat ook zogenaamde Pre-Painted glasweefselbehang, deze kun je afwerken met 1 laag muurverf, mits je een lichte kleur gebruikt.